# 5àsec
5àsec (pronuncia-se sancasséc) é uma rede de lavanderias originária da França.

## História
Fundada em 1968 em Marselha, França, o nome "5 à sec" (cinco a seco) vem dos cinco níveis de preços então existentes, e do processo de lavagem a seco. O modelo de tarifação simplificada oferecido pela 5àsec era inédito para a época. Empregando o modelo de franquias, a empresa cresceu rapidamente, chegando em quinze anos ao número de 580 lojas.

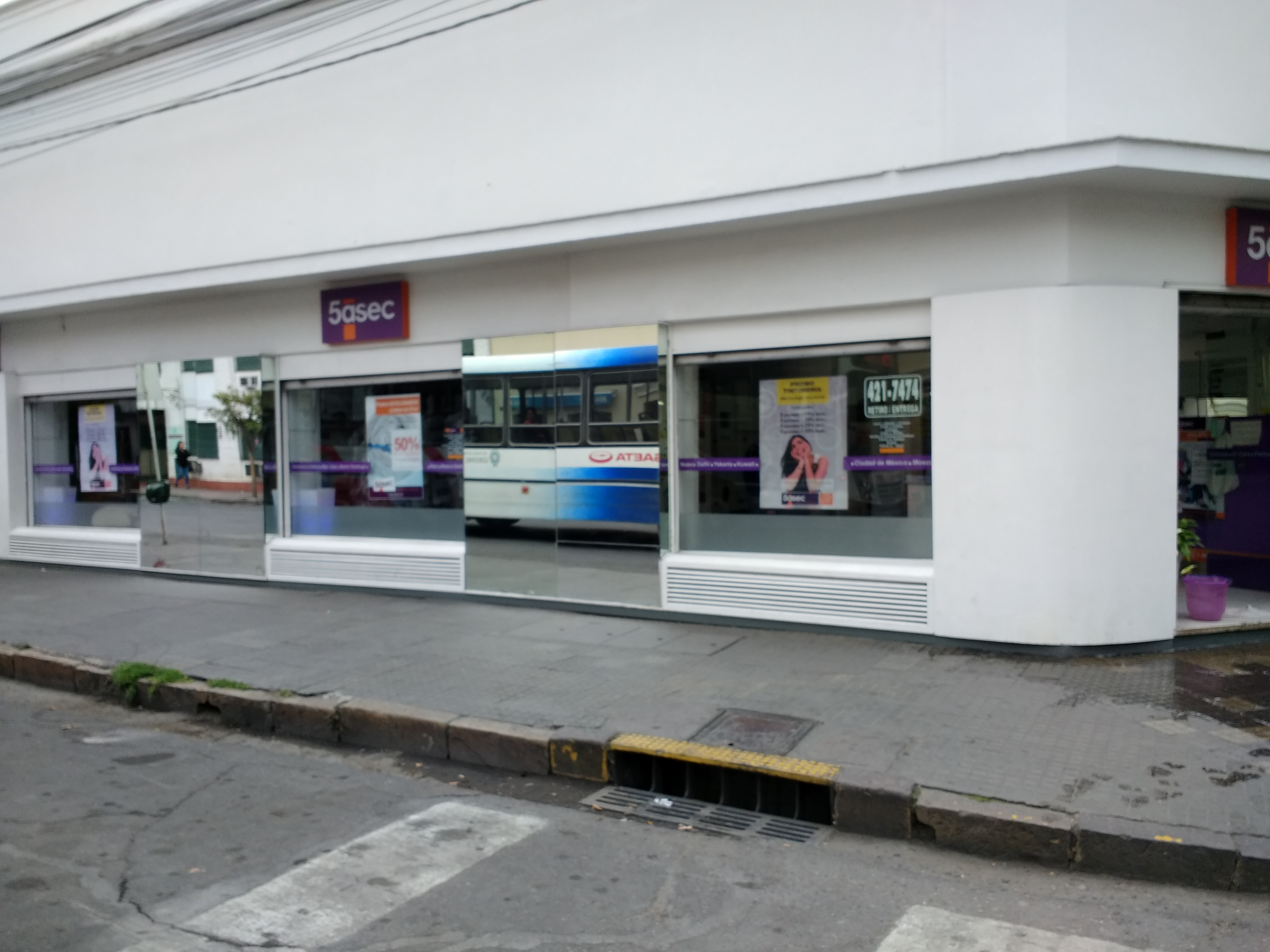
Uma loja 5àsec em Salta, Argentina

No início da década de 1970, a 5àsec começou sua expansão internacional, por meio de franquias-mestre nos países de língua francesa vizinhos da França: a Bélgica, o Luxemburgo e a Suíça. Na década de 1990, a 5àsec se estabeleceu nos países da península ibérica, e de lá chegou à América.
Os anos 2000 foram marcados pela chegada de novos investidores. O Grupo, então, assumiu uma nova dimensão com as aquisições de franqueados e franqueados-mestre, particularmente nos países da Europa central e oriental. O número de lojas duplicou, em um ritmo de 100 novas lojas por ano. Em 2009, David Sztabholz assumiu a direção do Grupo e promoveu o desenvolvimento da 5àsec nos mercados em crescimento, com a aquisição de franquias-mestre no Brasil (2010) e abertura de pontos na Índia (2010), Egito (2011) e Colômbia (2011).
No início de 2012 a rede 5àsec contava com cerca de 2.000 lojas, e quase 7.000 funcionários, atendendo a mais de 120.000 clientes por dia em todo o mundo.

## Tipos de franquia
Cerca de 80% das lojas 5àsec no mundo são de propriedade dos franqueados. O franqueado gerencia a operação do ponto ou pontos de venda para o qual ele é responsável, e está envolvido em todos os níveis de atividade. 
O franqueado-mestre é responsável pelo desenvolvimento da franquia em uma determinada área geográfica. Ele gerencia e desenvolve a sua rede de lojas próprias e franquias em função da área coberta. Ele pode abrir as suas lojas próprias ou comercializar a franquia no país ou na área específica.